# ざざむし

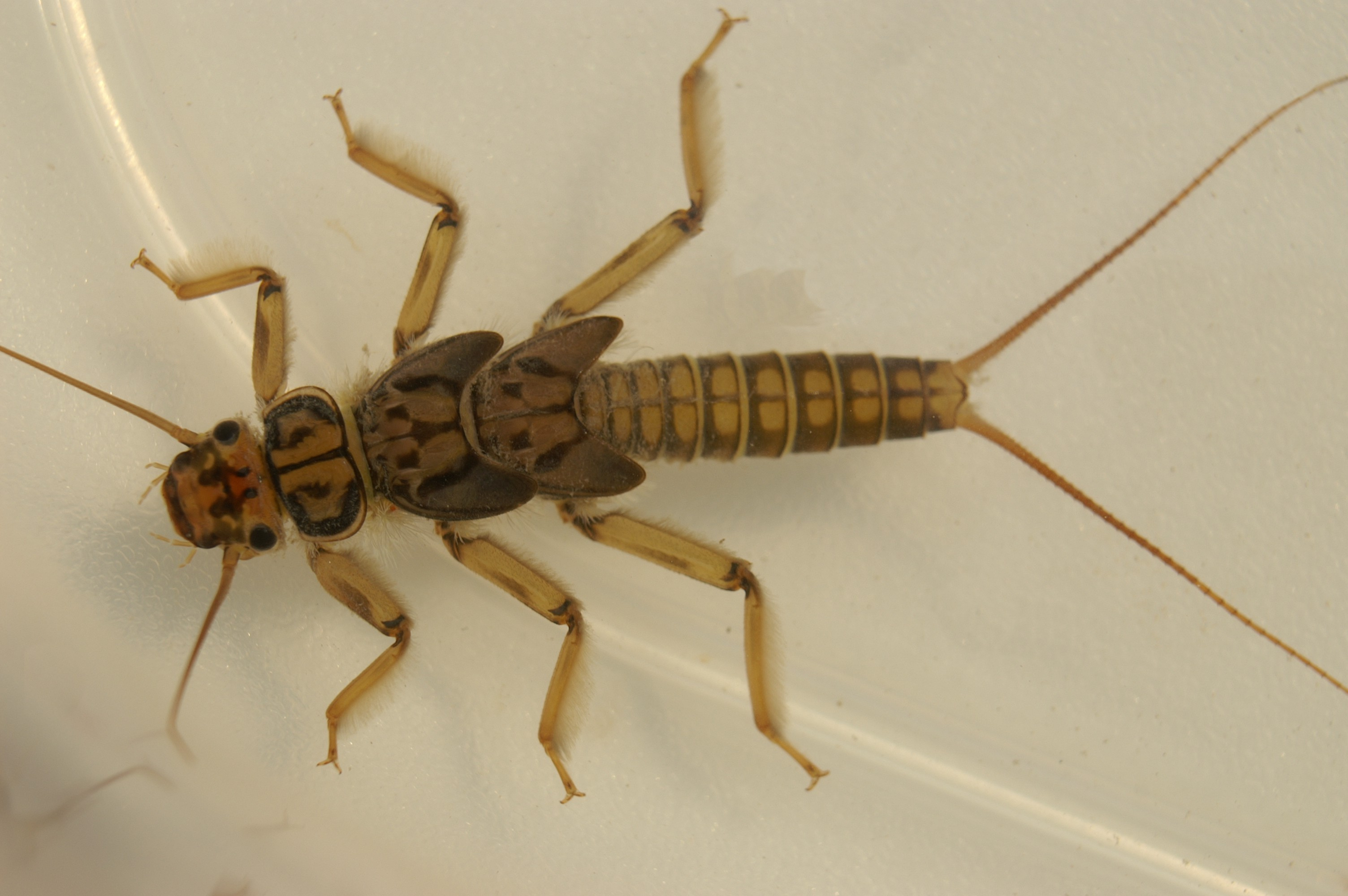
カワゲラの幼虫

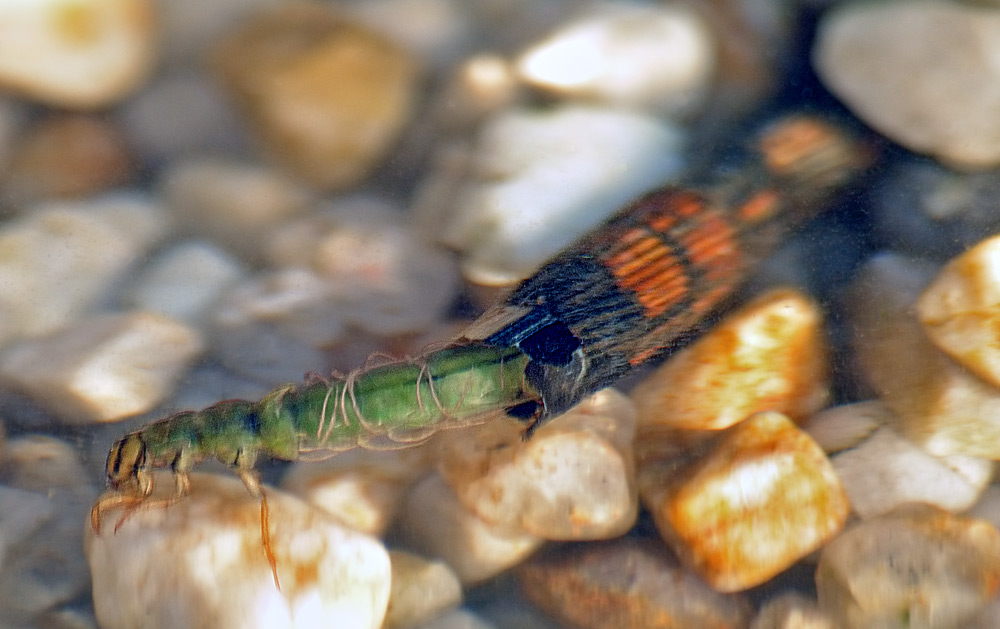
トビケラの幼虫

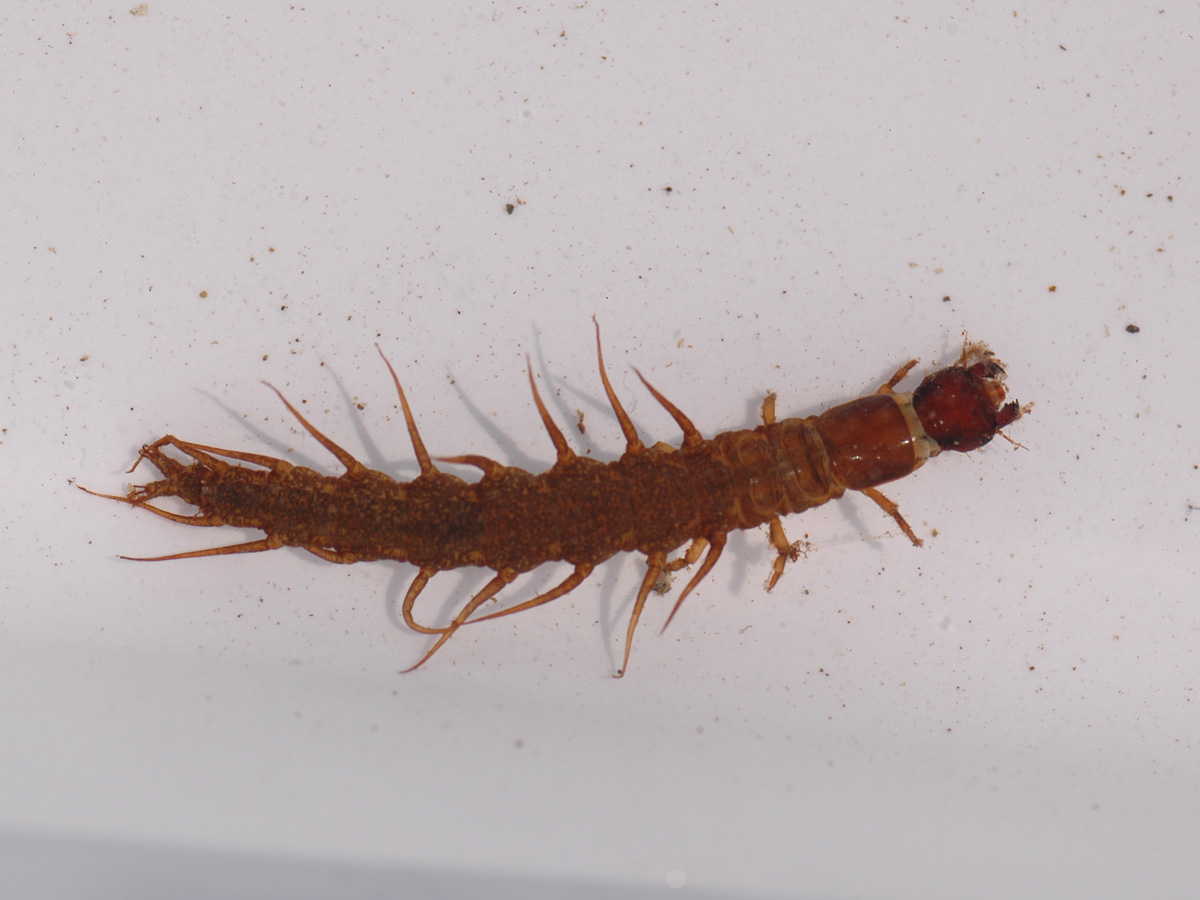
タイリククロスジヘビトンボの幼虫

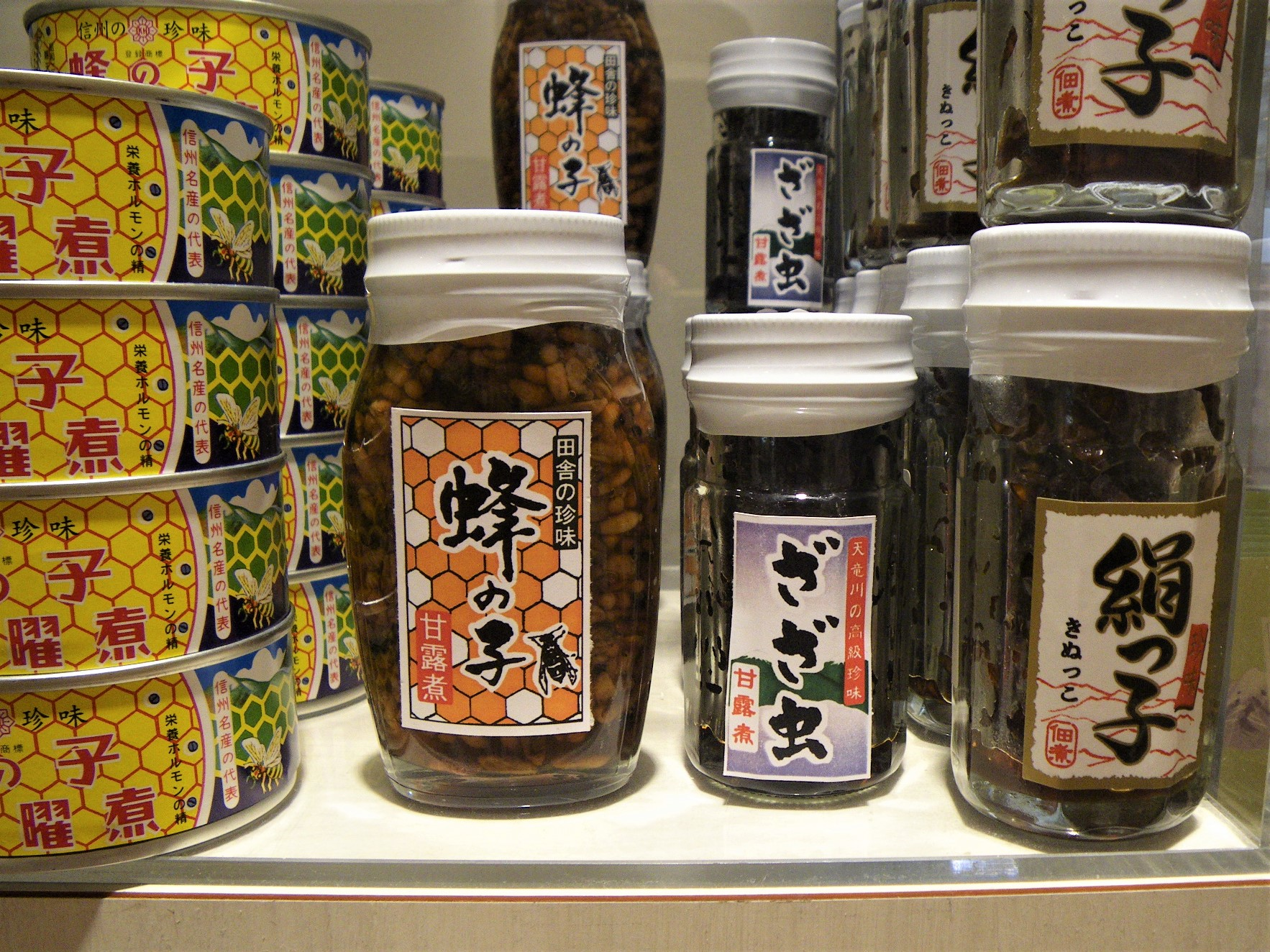
販売される昆虫食品（伊那市内）

ざざむし（ざざ虫）、ザザムシとは、長野県伊那市など天竜川上流域（岡谷市川岸地区から駒ヶ根市の間に限定される）で、清流に住むカワゲラ、トビケラ、ヘビトンボといった昆虫の水生の幼虫（川虫）を食用とする（昆虫食）時の総称。主に佃煮や揚げ物などにして食する。元々は天竜川産の食用の水生昆虫の呼称であるが、食用とする同種の水生昆虫の呼称として用いられる場合もある。

## 起源
村上哲生ほか(2009)によれば、三宅恒方(1919)『食用及薬用昆虫に関する調査』に伊那地域でのザザムシ食習慣の記述はないが、久内清孝(1934)に出現することから、1920年代から1930年代に定着した食習慣と考えられる。

## 名称
「ざーざー」した所にいる虫、あるいは浅瀬（ざざ）にいる虫というのが語源と言われている。ほかに、福島県でもかつては「ザームシ」「ザザムシ」と呼び食用にする習慣があったとされる。

## 種類

### 構成
ザザムシと称される水生昆虫は、トビケラ、カワゲラ、ヘビトンボなどの幼虫である。ただ天竜川でも環境の変化によりヒゲナガカワトビケラが主になっている。また、ざざむしの佃煮として市販されているものも、クロカワムシとも呼ばれるヒゲナガカワトビケラの幼虫が主である。ヒゲナガカワトビケラの幼虫は水中のプランクトンやデトリタスを巣の入り口に張った網で捕らえて食べるため、こうした餌がダムに蓄積された水の中で増えたことが、この種組成の入れ替わりの原因と考えられている。
鳥居酉蔵によるざざむしの構成種分析結果
- ヒゲナガカワトビケラ幼虫 72.85%
- シマトビケラの1種幼虫 14.22%
- チャバネヒゲナガカワトビケラ幼虫 5.87%
- ヘビトンボ幼虫 5.73%
- カワゲラの1種幼虫 0.21%
- ヒラタドロムシの1種幼虫 0.21%
- ナベブタムシ 0.28%
- カワエグリトビケラの1種幼虫 0.14%
- ナガレトビケラの1種幼虫 0.07%
- ミズムシ 0.28%
- シナノビル 0.14%

### ざざむしを構成する種の変遷
年代と諏訪湖からの距離により捕獲されるざざむしの構成は変わり、諏訪湖に近い天竜川上流部では耐汚濁性の高いシマトビケラ類やウルマーシマトビケラが生息しているが、伊那付近ではヒゲナガカワトビケラが優占種となる。文献資料が残る1930年代の主体はヒゲナガカワトビケラ幼虫であった。なお、太平洋戦争中・戦後の水質汚濁によりカワゲラが多く捕獲されたため材料として使用していたとの伝承があるが、村上ほか(2009)の報告では否定されている。これは、「カワゲラが食物連鎖上位に位置する生物であるため、下層のヒゲナガカワトビケラなどよりも多い生息数にはならない」との考えによる物である。

## 捕獲
漁期は冬で、12月から2月までの3か月に設定されている。ざざむしを取ることを、地元では「ざざ虫踏み」と呼ぶ。天竜川上流漁業協同組合では入漁料を払って「虫踏み許可証」の取得が必要となる。漁業として取る場合には、胸まである胴長をはき、足の裏にはかんじきを付けて川の中に入り、四つ手という、十字に組んだ竹に網をつけた漁具を使って漁獲するのが伝統となっている。四つ手を川下側の水中に据え、鍬で上流側の石を裏返し、かんじきで踏み動かしてざざむしを水中に流し、網の中に捕集する。藻などのごみも網に入るので、網の付いた選別器に入れて、ざざむしだけが下に落ちるようにして分離する。
個人的な漁では、石の裏にいるざざむしを直接ピンセットで捕獲することも行われている。道具を使わなければ漁協の許可証は不要である。
四手網には様々な種類の水生生物が入ることになるが、網目の大きさや選別作業により、小さな川虫やゴミなど食用としない物は取り除かれる。

## 食用
ざざむしは高級珍味とされている。伊那市では、佃煮に調理したもの（ざざむしの佃煮）が名物郷土料理となっている。ほかに、油で素揚げにし、塩を振るなどして食べることも行われる。長野県などでは土産物として販売されている地域もある。小エビのような香ばしさ、味わいと表現されることもある。
ザザムシの研究者である牧田豊によると、昭和末期までは長野県内各地で広く食されていた。伊那市など上伊那地方では、漁獲従事者は減ったものの21世紀も漁業や食文化として存続しており、加工食品として販売されているほか、各家庭の味付けで調理もされる。伊那市は明治以降に開発が進んだ街で、はちのこ（蜂の子）を含めて昆虫食を商品化するため川虫を買い取る事業者が現れたことが寄与していると考えられる。
水温が上昇して諏訪湖にアオコ（浮遊性藍藻で主に Microcystis属）が増殖すると、有毒藍藻由来の肝毒素（Microcystis）がヒゲナガカワトビケラ Stenopsyche marmorata などのザザムシに蓄積され陸上生態系へも移行する可能性を指摘しているが、冬季に捕獲され調理されたザザムシからは毒素が検出されなかったとされている。